# Jardín Botánico Martha Springer

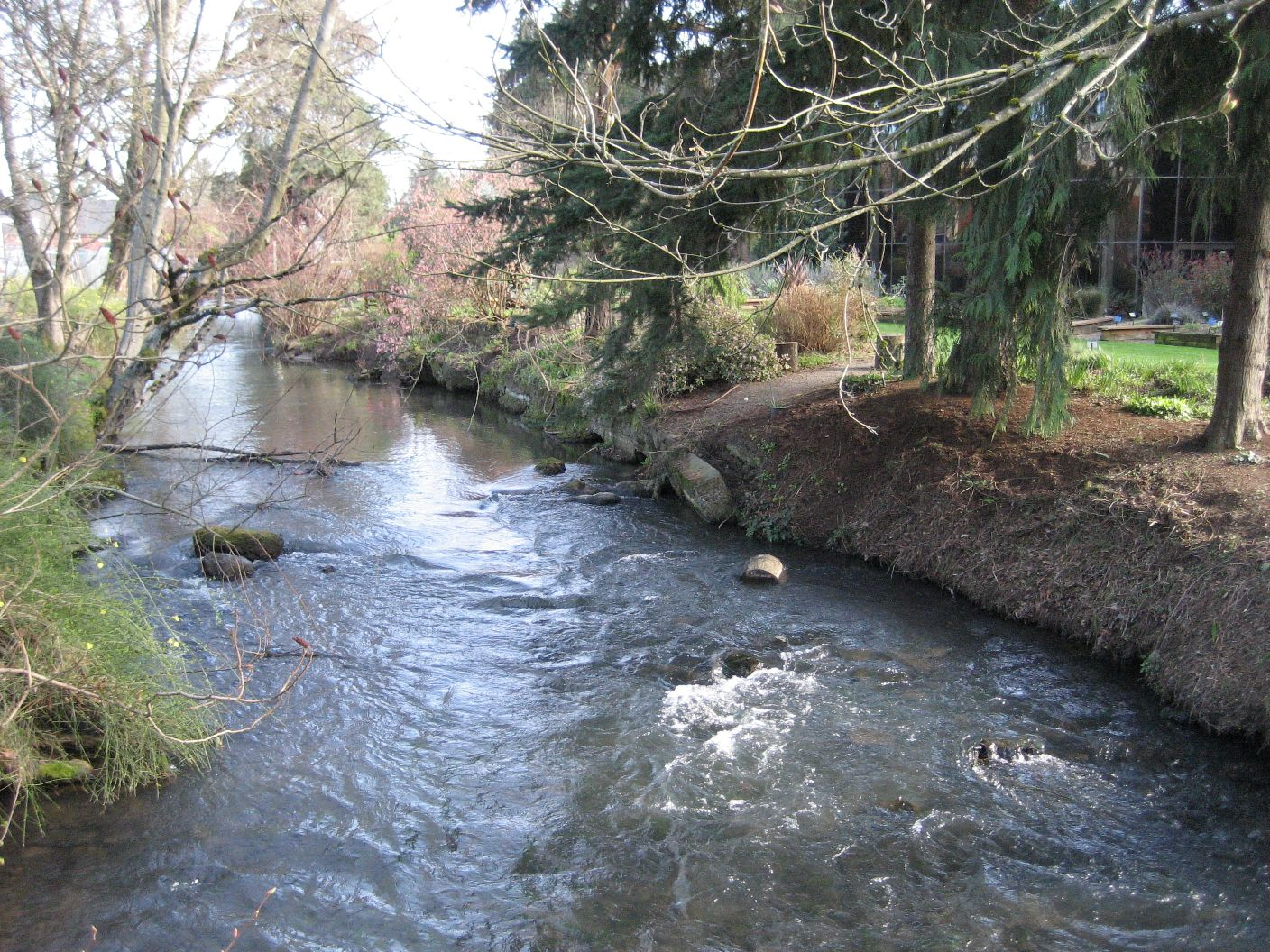
La corriente de agua "Mill Race" atravesando el jardín.

El Jardín Botánico Martha Springer (en inglés : Martha Springer Botanical Garden) es un jardín botánico en el campus de la Universidad Willamette, ubicada en Salem (Oregón), Estados Unidos. Abierto al público en 1988, el jardín de 1 acre (4 000 m²) de extensión alberga 12 jardines más pequeños situados a lo largo de la corriente de agua "Mill Race" que divide en dos al campus.

## Historia
El jardín fue abierto al público en 1988 y dedicado en honor de la Profesora Martha Springer, una bióloga de la universidad. Elaine Joines sirvió como el primer curador del jardín botánico.

## Colecciones
El jardín se distribuye por unos terrenos estrechos y alargados, detrás de los edificios deportivos, y está dividido en 12 jardines más pequeños, incluyendo:
- Jardín de las mariposas,
- Jardín de hierbas,
- Alpinum,
- Borduras con colecciones temáticas,
- Jardín etnobotánico.[2][4]

La mayoría de las especies vegetales del jardín son especies endémicas del estado de Oregón. Otras plantas dignas de mención son las variedades rosas de Lagerstroemia que cultivan. El jardín botánico se despliega a lo largo de la corriente de agua "Mill Race" que secciona el campus de la universidad en dos mitades después de dejar atrás el Thomas Kay Woolen Mill por el este.
A veces se refiere al jardín botánico Martha Springer, como el jardín secreto dada su situación detrás de los edificios del campus y su difícil visibilidad al llegar de primeras. Otros elementos del jardín son sus bancos, una fuente de rocas, y rosas. El espacio de 1 acre (4 000 m²) se utiliza como elemento pedagógico de los estudiantes de la universidad y está abierto al público en general.